# Monte Carlo elsker jøderne
Monte Carlo elsker jøderne er en dansk satirisk dokumentarserie sendt på DR3. Radioværterne Esben Bjerre Hansen og Peter Falktoft fra Monte Carlo på P3 rejser til Israel og Palæstina, hvor de vil formidle den komplekse konflikt til DR3's målgruppe. Programmet, der i gennemsnit har 68.000 seere, har været udsat for kritik fra flere fronter. Den kaldes en "usaglig og barnlig skildring af mellemøst-konflikten".

## Kritik
I et interview i Berlingske Tidende med leder af Journalistisk Center på Syddansk Universitet, Peter Bro, som er ekspert i aktivistisk journalistik kritiserer Peter Bro værternes deltagelse i en palæstinensisk demonstration mod israelsk militær ved grænsebyen Bil’in. Selv om værterne kun deltog ved at råbe slagord og fjerne barrikader. Peter Bro mener dog, at DR burde have advaret seerne. DR's programchef Erik Struve Hansen forsvarer programmet og betegner programmet som et tv-program, der "går lige til grænsen". Han afviser, at DR forsøger at give seeren en "favorit" i konflikten, og nyhedschef Ulrik Haagerup definerer seriens arbejde som et forsøg på "at afdække virkeligheden og ikke forsøg på at konstruere den".